# No manches Frida 2
No manches Frida 2 es una película de comedia mexicana con producción alemana estrenada el 15 de marzo de 2019 basada en la película de comedia juvenil alemana Fack ju Gohte 2, protagonizada por Omar Chaparro, Martha Higareda, Carla Adell, Aarón Díaz, Itatí Cantoral y Mario Morán. Fue lanzada en los Estados Unidos el 15 de marzo de 2019 y en México el 11 de abril del mismo año. 
Actualmente está en el puesto 3 de las películas más taquilleras de México de todos los tiempos, solo superada por No se aceptan devoluciones y Nosotros los Nobles con el puesto 1 y 2, respectivamente. La trama trata de como "Zequi", reconquista a Lucy.

## Argumento
La película comienza un año después de los acontecimientos de la primera película en la cual Ezequiel Alcántara "Zequi" (Omar Chaparro) se va a casar con Lucy Fernández (Martha Higareda).

## Reparto
- Omar Chaparro como Ezequiel "Zequi" Alcántara
- Martha Higareda como Ms. Lucy Fernández
- Aarón Díaz como Mario
- Itati Cantoral como Ms. Camila
- Andrea Noli como Ms. Regina
- Rocío García como Jenny
- Fernanda Castillo como Ms. Carolina
- Regina Pavón como Mónica
- Memo Dorantes como Romo
- Mario Moran como Cristóbal
- Karen Furlong como Nayeli
- Carla Adell como Laura
- Raquel de Icaza como Cuquis
- Raquel Garza como Ms. Íngrid

## Producción
No manches Frida 2 se anunció por primera vez en octubre de 2016, tras el éxito de taquilla de la primera película. El rodaje se realizó en un balneario de México en 2018.

## Estreno
La película fue estrenada teatralmente en los Estados Unidos y Canadá el 15 de marzo de 2019. El primer tráiler fue lanzado en octubre del año 2018.

## Recepción
En No manches Frida 2, su primer fin de semana en los Estados Unidos, hizo $ 3.9 millones de dólares de 472 teatros, superando debut en $ 3.7 millones de habitantes de la primera película y termina sexto. La película tuvo el mejor desempeño en el oeste y el sudoeste, estándar para las características lideradas por hispanos, con la costa oeste representando el 46 % de los negocios (en comparación con el 21 % de un sorteo de taquilla normal). Fue el octavo fin de semana de estreno más alto de una película en idioma extranjero en los Estados Unidos. Las audiencias encuestadas por CinemaScore dieron a la película una calificación promedio de "A" en una escala de A + a F.